# Hassan Ali Mohamed
Hassan Ali Mohamed (1º marzo 1994) è un ex calciatore somalo, di ruolo centrocampista.

## Carriera

### Nazionale
Debutta in Nazionale il 1º gennaio 2009, in Zanzibar-Somalia, valida per la CECAFA Cup 2008. Segna il suo primo gol con la maglia della Nazionale il 5 dicembre 2009, in Eritrea-Somalia, valida per la CECAFA Cup 2009 e terminata 3-1.